# Patrícia Gabancho Ghielmetti
Patrícia Gabancho i Ghielmetti (Buenos Aires, 29 september 1952 – Barcelona, 28 november 2017) was een Catalaans schrijfster en journaliste van Argentijnse origine. Als begenadigd spreekster nam ze deel aan radioprogramma's en praatprogramma's. Ze was actief in de Catalaanse beweging en lid van de raad van advies van het Plataforma per la Llengua.
Ze was de dochter van de Argentijnse intellectueel Abelardo F. Gabancho en studeerde Catalaans in het Casal Català van haar geboortestad. Amper 22 jaar oud is ze in 1974 tijdens de bewogen periode van het einde van de franquistische dictatuur en de Spaanse democratische overgang (1975-1978) naar Barcelona uitgeweken, om te leren begrijpen wat het was om te leven in een natie zonder staat, zoals ze later in een interview verklaarde.
Ze heeft boeken geschreven over culturele, historische en stedenbouwkundige onderwerpen, met onder meer beschouwingen over wat een stad tot stad maakt in het algemeen, en Barcelona in het bijzonder. Ze had een regelmatige column en publiceerde geregeld in het dagblad Ara. Haar essay Crònica de la independència (Kroniek van de onafhankelijkheid) was in 2009 het meest verkochte boek in de categorie non-fictie ter gelegenheid van de Diada de Sant Jordi. Na de Nationale conferentie voor een eigen staat van 30 april 2011 heeft ze actief deelgenomen aan de Assemblea Nacional Catalana. Ze deed ook mee aan de culturele en politieke mobilisatie voor de pluralistische betoging die op 11 september 2012 onder het motto Catalonië, een nieuwe Europese staat gepland was. In september 2012 won ze de literaire prijs Premi Prudenci Bertrana voor haar roman La néta d'Adam (De kleindochter van Adam).
Ze overleed op 65-jarige leeftijd aan kanker.

## Werken
- La néta d'Adam (2012) (vertaling: De kleindochter van Adam)
- L'autonomia que ens cal és la de Portugal (2012) (vertaling: De autonomie die bij ons past is die van Portugal)[10]
- El retorn dels catalans (2010) (vertaling: De terugkeer van de Catalanen)[11]
- La batalla de l'Estatut (2010) (vertaling: De strijd voor het Statuut (van Autonomie van Catalonië))[12]
- Crònica de la independència (2009)[13] (vertaling: Kroniek van de onafhankelijkheid)
- Apàtrides, incultes i (de vegades) analfabets (2008)[14] (vertaling: Vaderlandsloos, zonder cultuur en (soms) analfabeet)
- El fil secret de la història (2007)[15] (vertaling: De geheime draad van de geschiedenis)
- El preu de ser catalans. Una cultura mil·lenària en vies d'extinció (2007)[16] (vertaling: Wat het kost om Catalaans te zijn. Een duizendjarige cultuur is aan het uitsterven)
- La postguerra cultural a Barcelona (1939-1959) (2005)[17] (vertaling: De cultuur in Barcelona tijdens de eerste jaren na de oorlog)
- Sobre la immigració (2001), deel 5 van de serie Carta a la societat catalana[18] (vertaling: Over de immigratie)
- El Besòs. El riu que mirava passar els trens (1999)[19] (vertaling: De Bésos, de rivier die de treinen zag langsrijden)
- El segle XX vist per les àvies, met Emma Aixalà (1999)[20] (vert.: De 20e eeuw gezien door de ogen van grootmoeders)
- Despert entre adormits. Joan Maragall i la fi de segle a Barcelona (1998)[21] (vertaling: Wakker tussen de slapers. Joan Maragall en het fin de siècle in Barcelona)
- Barcelona, tercera pàtria del tango (met Xavier Febrés). (1990)[22] (vertaling: Barcelona, derde vaderland van de tango)
- Cultura rima amb confitura, bases per a un debat sobre la literatura catalana (1980)[23] (vertaling: Cultuur rijmt met confituur, uitgangspunten voor een debat over de Catalaanse cultuur)

- Bibsys: 7077068
- Biblioteca Nacional de España: XX1076836
- Bibliothèque nationale de France: cb15052367g (data)
- Catàleg d'autoritats de noms i títols de Catalunya: 981058518576206706
- Gemeinsame Normdatei: 1028332971
- International Standard Name Identifier: 0000 0000 5923 2309
- Library of Congress Control Number: n80148586
- Système universitaire de documentation: 109339517
- Virtual International Authority File: 19965743
- WorldCat: E39PBJkp6Vw7QJTX7kHqqcrH4q